# Dysnoetodon minuta
Il disnoetodonte (Dysnoetodon minuta) è un mammifero estinto, probabilmente appartenente ai pantodonti. Visse nel Paleocene inferiore (circa 64 - 62 milioni di anni fa) e i suoi resti fossili sono stati ritrovati in Cina.

## Descrizione
Questo animale è noto per fossili frammentari ed è quindi ipotizzarne l'aspetto. Probabilmente era un piccolo animale grande poco più di un coniglio. Era dotato di molari superiori corti e ampi, con un ectolofo a forma di W, un metastilo più sviluppato del parastilo, un protocono eretto, un paraconulo più grande del metaconulo e una piattaforma dell'ipocono ben distinta. I premolari superiori erano semplici, piuttosto stretti e allungati. I molari inferiori erano rettangolari e dotati di lofidi ben sviluppati e a forma di W; il trigonide era più alto del talonide. Il terzo molare inferiore era dotato di un lungo talonide. I premolari inferiori erano appiattiti lateralmente, con un primo cono alto, mentre paraconide e metaconide erano poco sviluppati. 
In generale, la struttura dei molari di Dysnoetodon è molto particolare: per certi aspetti i molari superiori richiamano i molari dei primati, degli insettivori e dei creodonti, mentre i molari inferiori differivano notevolmente dai molari di questi gruppi; alcune somiglianze si riscontrano con il pantodonte derivato Pantolambda, mentre altre sembrano anticipare i tillodonti. 

## Classificazione
Descritto per la prima volta nel 1980 sulla base di resti fossili ritrovati nel 1973 nel bacino di Nanxiong (Guangdong, Cina), Dysnoetodon minuta è un mammifero di incerta collocazione sistematica a causa delle caratteristiche miste della sua dentatura. Inizialmente avvicinato ai tillodonti (in particolare alle forme arcaiche quali Esthonyx), in seguito è stato classificato tra i pantodonti, un gruppo di placentali arcaici piuttosto variegato, comprendente anche animali di grande taglia. Dysnoetodon, in particolare, è stato avvicinato al genere Harpyodus e come questo considerato un pantodonte arcaico nella famiglia Harpyodidae. 